# Gabriel de Lorges

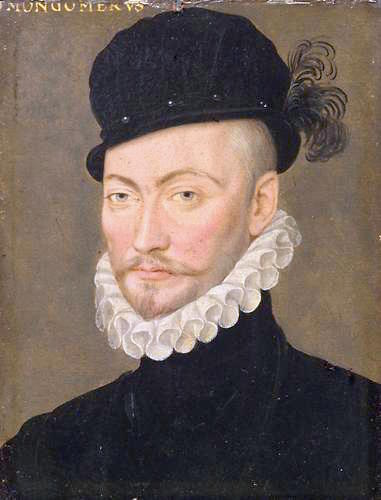
Gabriel de Lorges, Kunsthistorisches Museum

Gabriel I. de Lorges, Graf von Montgomery, (* 1526 in Ducey, Normandie; † hingerichtet 26. Juni 1574 in Paris), Herr von Ducey (heutiges Département Manche), war Hauptmann der Schottischen Garde und jener berühmte Turnierritter, durch dessen Hand König Heinrich II. von Frankreich bei einem Turnier verletzt wurde und daraufhin starb.

## Leben
Er war ein Sohn von Jacques I. de Lorges, Graf von Montgomery und seiner Frau Claude de La Bouxière, Herrin von Ducey. Von schottischer Herkunft bekleidete er das Amt des Hauptmanns (französisch: capitain) der Schottischen Garde im Dienst der Könige Heinrich II. und Franz I.
Gabriel de Lorges versetzte Heinrich II. am 1. Juli 1559 im Verlauf eines Turniers in Paris, zu dessen Gang Heinrich den berühmtesten Turnierritter seiner Zeit gezwungen hatte, jenen Lanzenstich in das ungeschützte Gesicht seines Gegners, an dessen Folgen (gemäß Ambroise Paré eine Blutung im Bereich des Hinterhaupt und ein Hirnabszess) der König wenige Tage darauf starb. Obwohl Heinrich II. seinen Hauptmann von jeglicher Schuld freisprach, wurde Montgomery von Heinrichs Ehefrau Caterina de’ Medici von nun an verfolgt. Am Tag nach dem Unfall vom Hof verbannt, floh er nach England, wo er zum Protestantismus konvertierte und dessen stärkster Vertreter in der Normandie wurde, als er nach Frankreich zurückgekehrt war. Gabriel de Lorges war einer der fähigsten Offiziere Gaspard de Colignys und zeichnete sich fortan in den Hugenottenkriegen aus. Er heiratete Isabeau de La Tiral (auch Elisabeth de la Touche genannt), mit der er vier Söhne und vier Töchter hatte, darunter Gabriel II. de Montgomery, den Erbauer des Schlosses Ducey.
Im Mai 1562 eroberte er im Verlauf des ersten Hugenottenkriegs Bourges, das er plündern ließ. In September und Oktober des Jahres verteidigte er Rouen gegen die königliche Armee. Er stellte sich am 27. Mai 1574 Jacques II. de Goÿon de Matignon, dem späteren Marschall von Frankreich, in der Normandie entgegen und war während des dritten Hugenottenkriegs einer der herausragenden Offiziere im Lager der Protestanten auf den Feldzügen in Guyenne, Périgord, Quercy und Béarn. In der Schlacht von Jarnac versuchte er vergeblich, Louis I. de Bourbon, prince de Condé zu befreien. Er war einer der wenigen, welche die Bartholomäusnacht überlebten, da er sich nach dem Attentat auf Gaspard de Coligny aus Paris zurückgezogen hatte und von einem verwundeten Hugenotten gewarnt wurde. Auf ihn wurde ein Kopfgeld ausgesetzt. Daraufhin floh er erneut nach England, wo Katharina von Medici mehrmals seine Auslieferung einforderte. Königin Elisabeth I. beantwortete diese wie folgt: „Sagt der Königinmutter, dass ich nicht der Henker Frankreichs sein werde.“
Mit einer englischen Flotte, die vergebens versuchte, die Belagerung von La Rochelle zu brechen, kehrte er nach Frankreich zurück. Im Jahr darauf gelang es Katharina von Medici dann, Montgomery gefangen zu nehmen. Er scheiterte mit einem Aufstand in der Normandie, wurde am 9. Mai 1574 in Domfront eingeschlossen und ergab sich am 27. Mai in Matignon. Man brachte ihn nach Paris, wo er am 26. Juni auf der Place de Grève enthauptet wurde.

## Nachkommen
Die Kinder von Gabriel de Lorge und Isabeau de La Tiral waren:
- Jacques II. (1551–1590)
- Gédéon († 1596)
- Gilles (1558–1596)
- Gabriel II. (1565–1635)
- Susanne
- Elisabeth
- Claude
- eine Tochter, ⚭ Jehan de Refuge, baron de Galardon

## Montgomery in der Literatur
- Alexandre Dumas erzählt die Geschichte Montgomerys in seinem Roman Les deux Dianes.